# Théâtre de l'Archipel
Pour les articles homonymes, voir Archipel (homonymie).
Le Théâtre de l'Archipel est un théâtre contemporain inauguré le 10 octobre 2011, situé à Perpignan (Pyrénées-Orientales). Il a obtenu en 2012 le label scène nationale. Les scènes nationales sont aujourd’hui 78, réparties sur l’ensemble du territoire français, en grande majorité dans des villes moyennes de 50 à 200 000 habitants, comme c'est le cas pour Perpignan. 

## Architecture
Le Théâtre de l'Archipel a été réalisé par les cabinets d'architectes associés de Jean Nouvel et Brigitte Métra en collaboration avec dUCKS scéno pour la scénographie de la grande salle et de Kahle Acoustics pour les études acoustiques. Sa construction a coûté 44 millions d'euros et a nécessité trois ans de travaux, suivant le mode de contrat de partenariat public-privé (PPP). L'inauguration eut lieu le 10 octobre 2011 en présence de l'ancien maire-sénateur de Perpignan Jean-Marc Pujol, de Frédéric Mitterrand (ministre de la culture) et de Jean Nouvel.
Le site du Théâtre de l'Archipel est alors le plus vaste théâtre de la Région Languedoc-Roussillon. Il se compose de 3 salles : Le Grenat, Le Carré, Le Studio. Il peut accueillir un total de 1 500 spectateurs sur l'ensemble des deux salles. Le Studio n'accueille pas de public mais sert pour des répétitions, créations ou enregistrements. Il y a également un bâtiment administratif.
- Salle Le Grenat : grande salle modulable de 600 à 1100 places aux couleurs rouges, en forme de gros galet rouge aux inscriptions dans plusieurs langues, hommage au bijou grenat de Perpignan.
- Salle Le Carré : petite salle modulable de 400 places, en forme de cube aux façades en acier rouillé.
- Le Studio : salle de répétition et de création. Cette salle n'accueille pas de public.
- La salle de concerts et de création musicale El Médiator, avec une capacité de 880 places debout y est également rattachée.
- Le Club El Médiator.

## Direction
- de 2011 à 2016   Domènec Reixach.
- de 2016 à 2022   Borja Sitja[7]
- depuis juillet 2023 Jackie Surjus-Collet [8],[9]

## Programmation
La programmation des saisons propose toutes les formes de création de spectacle vivant où de grands noms de la scène française, mais aussi internationale, se sont produits, à côté de jeunes talents ou de créations originales produites in situ.
- théâtre, lectures, performances
- cirque
- musique : opéra, classique, chanson,...
- danse : ballet et contemporain
- la marionnette
- festival de créations sonores et visuelles "Aujourd'hui musiques"[10]

Le projet se développe également avec une action vers l'ensemble du territoire des Pyrénées-Orientales. 
Un effort particulier est porté sur la programmation jeune public et scolaire.